# Sorozatklub
A Sorozatklub az RTL Magyarország második ingyenesen fogható sorozatcsatornája a Sorozat+ mellett.
A csatorna 2023. december 15-én 9:35-kor indult el a Segítség bajban vagyok! című realityvel.
A csatorna hangja Wégner Judit.
A csatorna reklámidejét az RTL Saleshouse értékesíti.

## Történet
A csatornáról először 2023. augusztus 28-án látott napvilágot, amikor az RTL Magyarország társcsatornáinak sugárzó cége, a CLT-UFA S.A., a Szellemi Tulajdon Nemzeti Hivatalánál a nevét levédették. A csatorna híreiről először 2023. október 18-án a Media1 oldalán megjelent egy cikk, amely szerint az RTL Magyarország riválisa, a TV2 Csoport korábbi portfólió-bővítésére reagálva egyszerre négy új, tematikus tévécsatornát indít. A csatorna indulásáról hivatalos bejelentésére 2023. október 26-án, a Big Picture konferencián került sor.
A csatorna tesztadását 2023. december 12-én, 3 nappal az indulása előtt kezdte meg, amiben a csatorna logójával monoton zenével volt ellátva. A csatorna logóját és a nevét 2023. november 27-én védették le a Szellemi Tulajdon Nemzeti Hivatalánál. A csatorna 2023. december 15-én reggel 9:35-kor - 10 perccel a Moziklub indulása után - a Segítség, bajban vagyok! című realityvel kezdte meg hivatalosan az adását.
A csatorna az indulástól kezdve először a Yettel, a Vidanet, a PR-Telecom és a Direct One kínálatában lett elérhető. 2024. január 3-tól a DIGI kábeles, majd április 2-án a műholdas kínálatában is elérhetővé vált. 2024. február 29-től a Telekom kínálatába is bekerült. A csatorna 2024. július 1-je óta már az Antenna Digital kínálatában is fogható. 2024. decemberétől már a Tarr kínálatában is fogható.

## Műsorai
A csatorna kínálatában olyan sorozatokat sugároz, amelyet még korábban az RTL, és a cég streamingszolgáltatója, az RTL+ is adott. A kínálatában innen sugározzák az RTL Kettőről átköltözött Segítség, bajban vagyok! és A gyanú árnyékában című sorozatok ismétlését is.